# Max Dieckhoff
Max Dieckhoff (* 7. Oktober 1895 in Bremerhaven; † 20. Januar 1982 in Potsdam) war ein deutscher Althistoriker.

## Werdegang
Max Dieckhoff, der Sohn von Hermann Dieckhoff und Hermine geb. Christoffer, besuchte ab 1905 das Gymnasium in Bremerhaven und studierte ab dem Sommersemester 1914 an der Universität Jena Klassische Philologie und Geschichte. Zum Wintersemester 1915/16 wechselte er an die Universität Göttingen. Im Herbst 1917 unterbrach er sein Studium und nahm am Ersten Weltkrieg teil. Nach seiner Rückkehr schloss er sein Studium im Sommer 1920 mit der Prüfung für das höhere Lehramt ab. Am 9. Mai 1923 wurde er bei Max Pohlenz mit einer Dissertation über Thukydides zum Dr. phil. promoviert.
Nach dem Studium arbeitete Dieckhoff als Gymnasiallehrer in Ostpreußen, wurde aber 1933 aus politischen Gründen entlassen und in „Schutzhaft“ genommen. Während der NS-Zeit arbeitete er als Versicherungsvertreter, im Krieg unterrichtete er aber wegen Lehrermangels bis 1944 in Tilsit. Nach dem Zweiten Weltkrieg wurde Dieckhoff 1945 Direktor einer Oberschule in Wittenberge. 1948 wurde er zudem Oberregierungsrat in der Abteilung Volksbildung der Landesregierung von Brandenburg und übernahm zugleich einen Lehrauftrag für die Allgemeine Geschichte des Altertums an der Landeshochschule Brandenburg (später Fachhochschule Potsdam), an der er wenig später mit der Wahrnehmung einer Dozentur betraut wurde und von Juli 1955 bis 1962 als Professor mit Lehrauftrag lehrte. Zudem war er dort Direktor des Instituts für Geschichte und Dekan der Historisch-Philologischen Fakultät. 1961 wurde Dieckhoff mit dem Vaterländischen Verdienstorden in Bronze ausgezeichnet und 1962 emeritiert. 1975 erhielt er den Vaterländischen Verdienstorden in Silber.

## Schriften (Auswahl)
- Quaestiones Thucydideae. Dissertation Göttingen 1923 (nur als Typoskript gedruckt).
- Über Ergebnisse und Anregungen der sowjetischen Caesarforschung. In: Wissenschaftliche Zeitschrift der Pädagogischen Hochschule Potsdam 3, 1957, Heft 2, S. 193–206.
- Krieg und Frieden im griechisch-römischen Altertum (= Lebendiges Altertum. Bd. 10). Akademie-Verlag, Berlin 1962.